# Alice B. Toklas

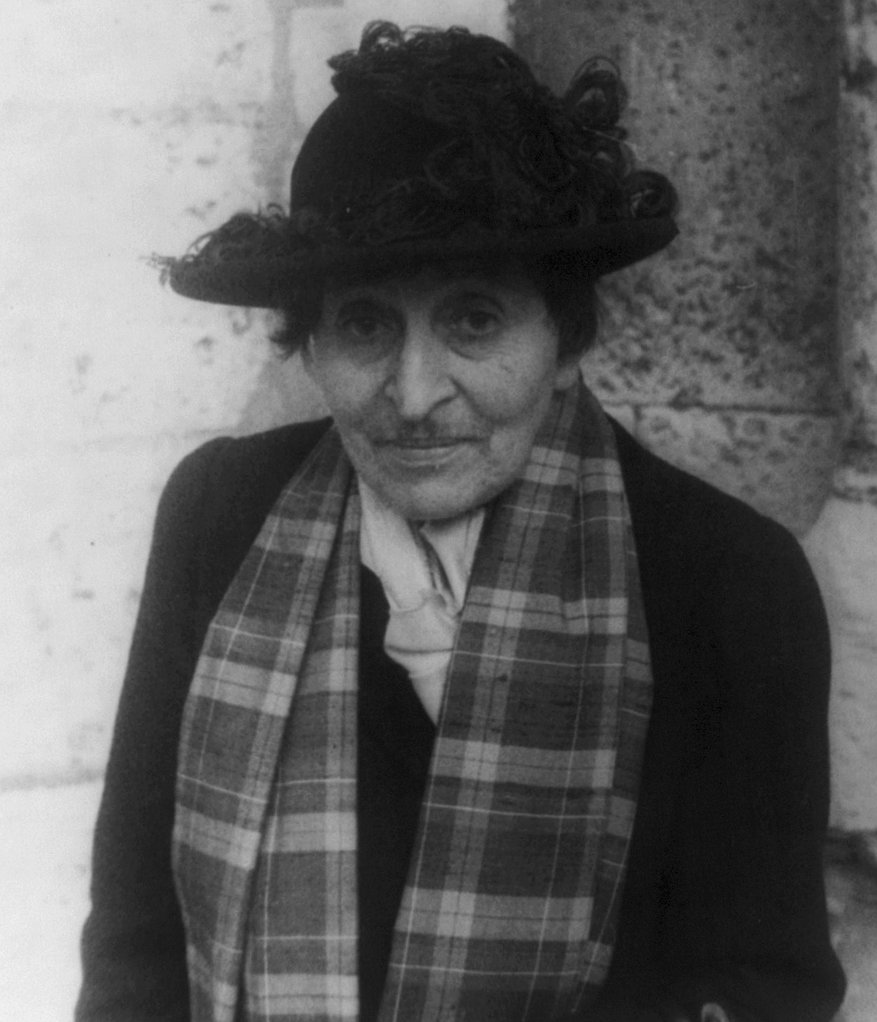
Alice B. Toklas

Alice Babette Toklas (ur. 30 kwietnia 1877 w San Francisco, zm. 7 marca 1967 w Paryżu) - partnerka pisarki Gertrude Stein.
Poznała Gertrude Stein w Paryżu w 1907. Prowadziły razem dom otwarty, odwiedzany przez amerykańskich pisarzy, takich jak Ernest Hemingway czy Sherwood Anderson i awangardowych malarzy, m.in. Picassa, Matisse'a i Braque'a.
Będąc dla Stein powierniczką, kochanką, kucharką, sekretarką, muzą, korektorem i krytykiem zarazem, długo pozostawała w jej cieniu. W 1933 Gertrude Stein wydała swój pamiętnik, w którym Toklas była narratorem i opatrzyła go tytułem The Autobiography of Alice B. Toklas (Autobiografia Alice B. Toklas). Była to najlepiej sprzedająca się książka Stein. Do śmierci Gertrude Stein w 1946 żyły w stałym związku.